# Whiskey de sègol
Whiskey de sègol (en anglès: Rye whiskey) pot fer referència a dos tipus de whisky: 1) Whiskey de sègol dels Estats Units (American rye whiskey), que ha de ser destil·lat amb un percentatge de sègol mínim del 51%; 2) Whiskey de sègol del Canadà (Canadian rye whisky), que pot incloure o no sègol i si té l'aroma i el gust característic atribuït al whisky del Canadà legalment es pot etiquetar com "rye" (sègol).

## Whisky de sègol dels Estats Units (American rye whiskey)
Als Estats Units legalment s'ha de fer d'una massa amb un mínim del 51% de sègol, i els altres ingredients de la massa a destil·lar són normalment panís i malta d'ordi. Es destil·la amb no més d'un grau alcohòlic de 160 (expressats en unitats d'alcoholic proof), i es fa envellir en bótes de roure noves fins a arribar a un grau alcohòlic de no més de 125 proof. Aquest whiskey ha d'envellir un mínim de 2 anys.
El rye whiskey era el whisky prevalent al nord-est dels Estats Units, especialment a Pennsilvània i Maryland, però la llei seca va fer que el consum baixés en anys posteriors.

## Whisky de sègol del Canadà (Canadian rye whisky)
El whisky de sègol del Canadà no té uns requeriments concrets de contingut de sègol. En alguns casos la relació panís-sègol pot ser tan alta com de 9:1. La marca Alberta Premium excepcionalment està feta amb 100% de massa de sègol.
Cal un mínim de 3 anys d'envelliment, però no cal que sigui en bots nous.

## Diferències entre de sègol i el bourbon
El sègol dona un gust especiat o afruitat al whisky. El bourbon és més dolç i sol tenir més cos. Còctels com el Manhattan i l'Old Fashioned, que abans es feien amb whisky de sègol, han passat a fer-se amb bourbon.